# Шарлен (принцеса на Монако)
Шарлен Линет Уитсток (на английски: Charlene Lynette Wittstock, на френски: Charlène) е бивша южноафриканска олимпийска плувкиня, която се омъжва за монакския монарх принц Албер II и става известна като принцеса на Монако.

## Биография
Шарлен Уитсток е родена 25 януари 1978 г. в Булавейо, Родезия (сега Зимбабве), в семейството на Майкъл и Линет Уитсток, имащи германски, ирландски и английски произход от Южна Африка и Родезия. Нейното семейство се мести в Трансваал, Южна Африка, през 1989 г., след като живее няколко години в независимата държава Зимбабве.
Шарлен представя Южна Африка на Олимпиадата в Сидни през 2000 г., където нейният отбор завършва на 5-о място в щафетата по съчетано плуване. През същата година спечелва златен медал на 200 м гръб на международното състезание по плуване Mare Nostrum в Монако. През 2002 г. спечелва 3 златни медала на турнира за Световната купа по плуване (50 м и 100 м кроул и 4 x 100 м щафета) и сребърен медал на Игрите на Британската общност в Манчестър (4 x 100 м щафета съчетано плуване). Прекратява състезателната си кариера през 2007 г.
Шарлен се среща с принц Албер за пръв път на състезанието Mare Nostrum в Монте Карло, Монако, през 2000 г., което той председателства. Те са видени заедно за пръв път през 2006 г. и след това тя го придружава на много от официалните му изяви. Обявяват годежа си през юни 2010 и се женят на 1 юли 2011 г. Бременността на принцеса Шарлен е обявена на 30 май 2014 г., а на 10 декември 2014 г. тя ражда близнаците Габриела и Жак (обявен за престолонаследник).